# 克里斯·馬奎特
克里斯·馬奎特（英語：Chris Marquette，1984年10月3日—）是位於美國的演員。他出生在佛羅里達州斯圖爾特。他的弟弟也是一位演員。1995年，他首次出演週六夜現場。